# Cyrtodactylus tibetanus
Cyrtodactylus tibetanus är en ödleart som beskrevs av  George Albert Boulenger 1905. Cyrtodactylus tibetanus ingår i släktet Cyrtodactylus och familjen geckoödlor. Inga underarter finns listade i Catalogue of Life.